# Косиховце
Косиховце (слч. Kosihovce) насељено је мјесто са административним статусом сеоске општине (слч. obec) у округу Вељки Кртиш, у Банскобистричком крају, Словачка Република.

## Становништво
| Година:    | 1994. | 2004.   | 2014.   | 2024.   |
| ---------- | ----- | ------- | ------- | ------- |
| Број људи: | 592   | 617     | 579     | 561     |
| Разлика:   |       | +4,22 % | -6,15 % | -3,10 % |

| Година:    | 2023. | 2024.   |
| ---------- | ----- | ------- |
| Број људи: | 569   | 561     |
| Разлика:   |       | -1,40 % |

Према подацима о броју становника из 2011. године насеље је имало 605 становника.